# 坎貝爾峰 (赫德島)
坎貝爾峰（英語：Campbell Peak），是南極洲的山峰，位於赫德島，處於莫森峰東北面2.2公里，海拔高度2,415米，在1948年由澳大利亞探險隊測量，現時由南極條約體系管理。